# Mario Carrero
	Mario Ramón Carrero Díaz (Florida, 16 de mayo de 1952) es un cantautor uruguayo, conocido principalmente por su actividad junto a Eduardo Larbanois en el dúo Larbanois & Carrero.

## Biografía
Desde temprana edad se radicó en Montevideo iniciando su trayectoria artística como solista. Es participando en esa condición que durante el Festival del Club Estudiantil Paysandú en 1973  obtiene el premio a la mejor voz conociendo allí a Eduardo Larbanois. En 1977 ambos artistas deciden crear un dúo que tendría por nombre Larbanois & Carrero.
Realizó estudios de guitarra con Osiris Rodríguez Castillos y de canto con Nelly Pacheco, Estela Ibarburu y Sara Duffau.
Además de ser la primera voz en el trabajo armónico del dúo, Carrero comienza a desarrollar una intensa actividad creativa, transformándose así, en autor en texto y música de la mayoría de las canciones que hoy son ejecutadas por el binomio. Tal es el caso de Ocho Letras, Comparsa silenciosa, Santamarta, ¡Ay! quien pudiera, Milagro -en este caso con música de Larbanois-, Escobita de arrayán, Crónicas de la soledad, Rambla Sur, Coplas del fogón, Contrapunteando, El Ñato García -basada en un artículo de Eduardo Galeano- Peón rural -compartida con Leo Riet, y La Martín Aranda -compartida con Luis Igarzabal. Son más de un centenar de canciones las que lo cuentan como autor y que han sido editadas en los diferentes trabajos discográficos del dúo.
Algunas de sus canciones han sido editadas también por otros intérpretes. Tal es el caso de El corazón de mi pueblo y Mi pecho tiene un rincón, grabadas por Alfredo Zitarrosa o Teresa, grabada por Pablo Estramin.

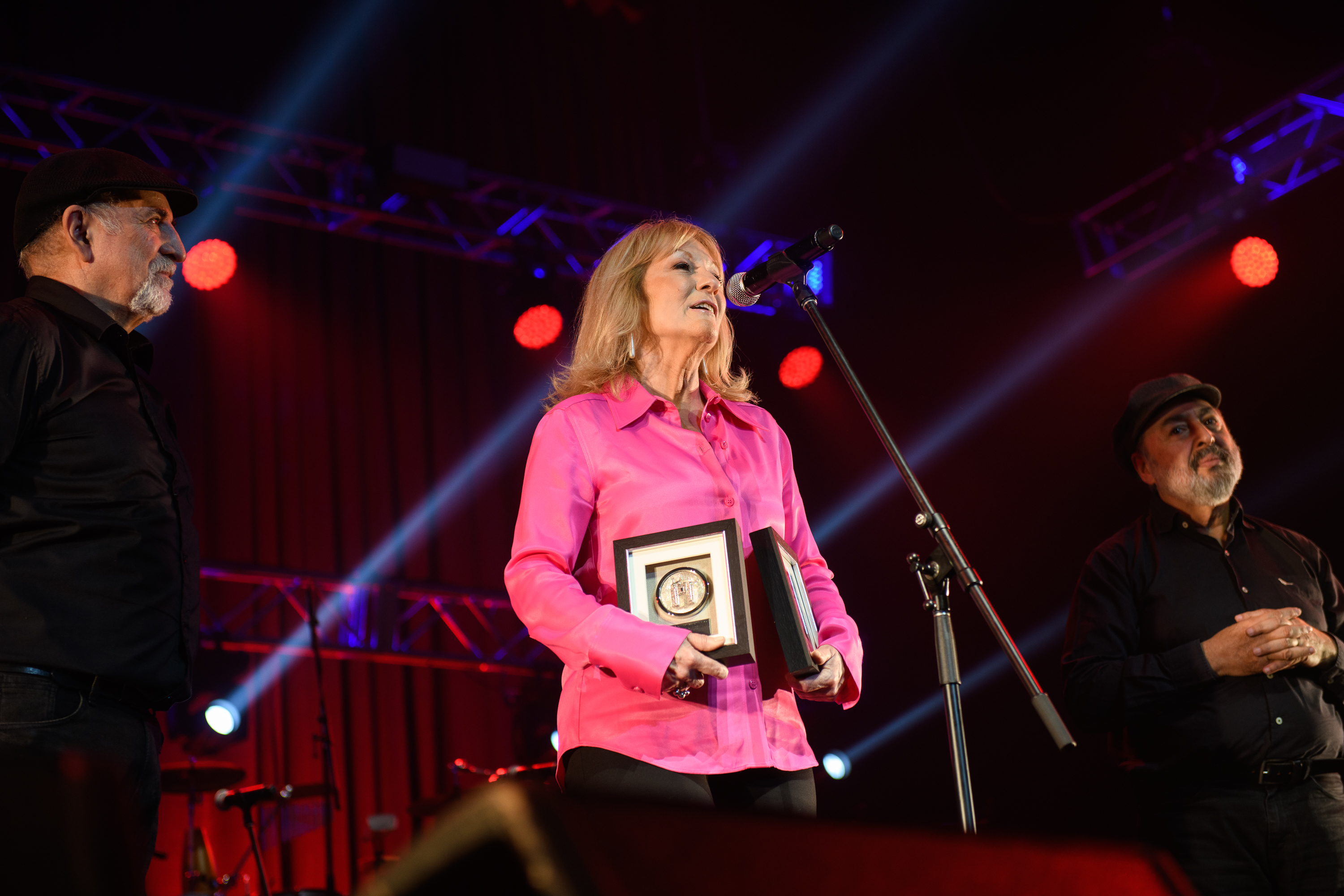
Declaración de Ciudadano Ilustre de Montevideo a Eduardo Larbanois y a Mario Carrero el 19/11/2022

El 19 de noviembre de 2022 fue declarado Ciudadano Ilustre por la Intendencia Departamental de Montevideo.

## Discografía

### Con Larbanois & Carrero
- Ver: Discografía de Larbanois & Carrero